# Run (Snow-Patrol-Lied)
Run ist ein Rocksong der britischen Band Snow Patrol. Die Ballade wurde 2004 als zweite Single aus dem Album Final Straw veröffentlicht. 2008 coverte die britische Sängerin Leona Lewis das Stück, die mit ihrer Version in zahlreichen Ländern Charterfolge verzeichnen konnte.

## Veröffentlichung und Musikvideo
2003 erschien das Lied auf Snow Patrols drittem Studioalbum Final Straw und wurde am 28. Januar 2004 als zweite Single aus dem Album veröffentlicht. Das Musikvideo wurde bei Sonnenauf- und Sonnenuntergang in der Landschaft von Essex gedreht. Es wurde unter Regie von Paul Gore von Suzie Morton produziert und von Ben Smithard fotografiert. In Deutschland konnte sich das Lied nur aufgrund von Downloads platzieren.

## Kommerzieller Erfolg

### Chartplatzierungen
| ChartsChartplatzierungen     | Höchstplatzierung | Wochen |
| ---------------------------- | ----------------- | ------ |
| Deutschland (GfK)            | 92 (1 Wo.)        | 1      |
| Vereinigtes Königreich (OCC) | 5 (26 Wo.)        | 26     |

### Auszeichnungen für Musikverkäufe
| Land/Region                  | Auszeichnungen für Musikverkäufe (Land/Region, Auszeichnung, Verkäufe) | Verkäufe |
| ---------------------------- | ---------------------------------------------------------------------- | -------- |
| Australien (ARIA)            | Gold                                                                   | 35.000   |
| Vereinigtes Königreich (BPI) | Platin                                                                 | 600.000  |
| Insgesamt                    | 1× Gold · 1× Platin ·                                                  | 635.000  |

## Version von Leona Lewis

### Hintergrund
Am 31. Oktober 2007 sang Lewis ihre Version erstmals in der Live Lounge des britischen Radiosenders BBC Radio 1. Im November 2008 wurde das Cover von der Wiederveröffentlichung ihres Debütalbums Spirit, Spirit: The Deluxe Edition, veröffentlicht. Lewis präsentierte ihre Aufnahme live in einigen TV-Shows in Großbritannien, unter anderem bei The X Factor oder der Jo Whiley Show. Die positiven Reaktionen führten zur Veröffentlichung des Liedes in Großbritannien, obwohl eigentlich nicht geplant war, das Stück als Single zu veröffentlichen. Run erreichte sofort Platz 1 und wurde zur am schnellsten verkauften digitalen Single im Vereinigten Königreich, denn es wurden fast 70.000 Einheiten in nur zwei Tagen verkauft. Das Musikvideo wurde von Jake Nava in Südafrika gedreht. Es zeigt Lewis in einer kahlen Landschaft und einem Wald oberhalb einer Stadt. 

### Rezensionen
- CBBC Newsround lobte das Cover: Das Lied bringe Leute zum Weinen, denn alles passe perfekt zusammen.[10]
- Digital Spy meinte, „Lewis ringt den letzten Tropfen Emotion aus Lightbodys Text, sie kehlt ihre innere Mariah Carey heraus, wenn sie das Crescendo trällert.“ Vergeben wurden drei von fünf Sternen.[11]

### Chartplatzierungen
Am 12. Dezember 2008 wurde Run in der Lewis-Version in Deutschland veröffentlicht. Die Ballade stieg auf Position 18 in die Charts ein und erreichte in den darauffolgenden Wochen Platz 15. Nach 17 Wochen fiel es aus den Charts wieder heraus und stieg später aber immer wieder in die Charts ein; jedoch kam es nie über Platz 3 hinaus. 2010 wurde das Lied in der RTL-Castingshow Das Supertalent von Andrea Renzullo gesungen und erreichte mit Platz 9 erneut die deutschen Charts. Am 5. November, in der 35. Wertungswoche, erreichte das Lied mit Platz 3 eine neue Höchstposition, nachdem es bei iTunes sogar zwischenzeitlich Platz 1 belegt hatte. 
In Österreich und Großbritannien erreichte das Lied Platz 1, in der Schweiz Platz 2. Auch in Irland und Bulgarien wurde Run zu einem Nummer-eins-Hit. In Finnland erreichte Run Platz 7 und in Schweden Platz 13. In den US-amerikanischen Billboard Hot 100 konnte sich Run aufgrund von Downloads für eine Woche auf Position 81 platzieren.
| ChartsChartplatzierungen       | Höchstplatzierung | Wochen |
| ------------------------------ | ----------------- | ------ |
| Deutschland (GfK)              | 3 (100 Wo.)       | 100    |
| Österreich (Ö3)                | 1 (57 Wo.)        | 57     |
| Schweiz (IFPI)                 | 2 (72 Wo.)        | 72     |
| Vereinigte Staaten (Billboard) | 81 (1 Wo.)        | 1      |
| Vereinigtes Königreich (OCC)   | 1 (44 Wo.)        | 44     |

| ChartsJahrescharts (2008)    | Platzierung |
| ---------------------------- | ----------- |
| Vereinigtes Königreich (OCC) | 13          |

| ChartsJahrescharts (2009)    | Platzierung |
| ---------------------------- | ----------- |
| Deutschland (GfK)            | 62          |
| Österreich (Ö3)              | 22          |
| Schweiz (IFPI)               | 13          |
| Vereinigtes Königreich (OCC) | 63          |

| ChartsJahrescharts (2010) | Platzierung |
| ------------------------- | ----------- |
| Deutschland (GfK)         | 38          |
| Schweiz (IFPI)            | 73          |

| ChartsJahrescharts (2011) | Platzierung |
| ------------------------- | ----------- |
| Deutschland (GfK)         | 73          |

| ChartsJahrescharts (2000–2009) | Platzierung |
| ------------------------------ | ----------- |
| Österreich (Ö3)                | 13          |

### Auszeichnungen für Musikverkäufe
| Land/Region                  | Auszeichnungen für Musikverkäufe (Land/Region, Auszeichnung, Verkäufe) | Verkäufe |
| ---------------------------- | ---------------------------------------------------------------------- | -------- |
| Österreich (IFPI)            | Gold                                                                   | 15.000   |
| Vereinigtes Königreich (BPI) | Platin                                                                 | 600.000  |
| Insgesamt                    | 1× Gold · 1× Platin ·                                                  | 615.000  |